# Banco Primus
O Banco Primus, S.A. (BP) é uma instituição financeira criada em Portugal em 2005, especializada em Financiamento Automóvel.
O Banco Primus S.A integra o grupo BPCE, grupo financeiro de referência em França e com presença em mais de 40 países, 36 milhões de clientes e 100.000 mil colaboradores.
É um Banco internacional e multicultural de concessão de financiamento a particulares e empresas, reconhecido pela excelência e rentabilidade, potenciando a partilha das melhores práticas a criação de benefícios e oportunidades para Clientes, Parceiros, Colaboradores e acionistas. 
Com mais de 15 anos de experiência no financiamento especializado em Portugal, tem sede em Paço de Arcos (Lisboa), e dispõe de agências nas cidades do Porto, Leiria, Évora e Faro, bem como uma sucursal internacional em Espanha. 

## Atividades

#### Financiamento Automóvel
Consiste no financiamento, total ou parcial do valor de compra de um veículo em que o Cliente torna-se proprietário do automóvel desde o primeiro momento, sem a entrega obrigatória de qualquer valor de entrada inicial. 

#### Financiamento 2Rodas
O  Banco Primus disponibiliza o Crédito2Rodas para o financiamento, total ou parcial, do valor de compra de um motociclo, em que o prazo de reembolso é definido como cliente, através do pagamento de prestações mensais. Com o Crédito2Rodas, o Cliente torna-se proprietário da sua moto desde o primeiro momento.
Crédito Pessoal

Um crédito responsável sem finalidade, com um processo de contratação simples, rápida e 100% Digital. O Banco Primus apresenta um crédito com montantes ajustado às necessidades do cliente, para montantes entre os 1.500€ e os 6.000€ e com prestações fixas da primeira à última prestação. Um crédito com uma decisão rápida, com o montante transferido diretamente para a conta bancária do cliente.